# 国際武道大学野球部
国際武道大学野球部（こくさいぶどうだいがくやきゅうぶ）は、千葉県大学野球連盟に所属する野球チーム。国際武道大学の学生により構成されている。大学設立の経緯から、東海大学系列の高校からの進学者が多い。創部6年目の1989年から東海大学でも監督を務めた岩井美樹（現教授）が指導する。ユニフォームは東海大学と同じタテジマ、胸文字フォントで「Budai」となっている。体育教員の養成校でもあるため、指導者を目指す学生を含めて多くの部員を擁している。

## 歴史
- 1984年（昭和59年）創部。同年より、千葉県大学野球連盟に加盟。2部リーグに所属[1]。
- 1986年（昭和61年）1部リーグに昇格[1]。
- 1990年（平成2年）全日本大学野球選手権大会（第39回大会）に初出場[2]。ベスト4を記録する[2]。
- 1990年（平成2年）明治神宮野球大会（第21回大会）に初出場[1]。
- 1997年（平成9年）のドラフト会議で、高橋光信が中日ドラゴンズから6巡目で指名され入団。同大学野球部初のプロ野球選手となった。
- 2017年（平成29年）第66回全日本大学野球選手権大会決勝で立教大に敗れ準優勝。
- 2018年（平成30年）第67回全日本大学野球選手権大会決勝で東北福祉大に敗れ2年連続の準優勝。

## 本拠地
- グラウンド

国際武道大学キャンパス内野球場（千葉県勝浦市）に所在。

## 出身者
プロ野球選手
- 山本淳（投手、TDK千曲川 - 埼玉西武ライオンズ - 日立製作所）
- 比嘉幹貴（投手、日立製作所 - オリックス）※現役
- 鈴木康平（投手、日立製作所 - オリックス　- 読売ジャイアンツ）※現役
- 高橋光信（内野手、中日ドラゴンズ - 阪神タイガース）
- 仲澤広基（内野手、読売ジャイアンツ - 東北楽天ゴールデンイーグルス）
- 西野真弘（内野手、JR東日本 - オリックス）※現役
- 中村一生（外野手、中日 - オリックス）
- 川端崇義（外野手、JR東日本 - オリックス）
- 柴田講平（外野手、阪神タイガース - 千葉ロッテマリーンズ）
- 友永翔太（外野手、日本通運 - 中日）
- 勝俣翔貴（内野手、オリックス - 読売ジャイアンツ）※現役
- 伊藤将司（投手、阪神タイガース）※現役
- 豊田寛（内野手、日立製作所 - 阪神タイガース）※現役

その他
- 平田徹（捕手、卒業後横浜高等学校硬式野球部で監督を務めた）
- 田村ハヤト（外野手、現プロレスラー。中退）